# Ken Riley
Ken F. Riley je anglický matematik a fyzik působící na univerzitě v Cambridgi.

## Kariéra
Ken. F. Riley studoval na univerzitě v Cambridgi, kde získal titul Ph.D. v oborech teoretické a experimentální částicové fyziky. Po studiích se stal výzkumným pracovníkem elementární částicové fyziky v Brookhaven National Laboratory. Dále zaujal místo docenta v Cavendishově laboratoři v Cambridgi a pokračoval se svým výzkumem v Ruthefordově laboratoři a ve Stanfordu.
Mezi jeho nejznámější publikace patří Mathematical methods for physics and engineering a 200 Puzzling Physics Problems.